# Inuit TV
Inuit TV est une chaîne de télévision canadienne exemptée de licence de catégorie B propriété d'Inuit TV Network.
La chaîne diffuse principalement des programmes en inuktitut, avec des programmes supplémentaires en anglais. Son objectif déclaré est d'informer, éduquer, divertir, et promouvoir et préserver l'identité, la culture et les langues inuites. Le gouvernement du Nunavut reconnaît la chaîne Inuit TV comme un diffuseur éducatif régional.
Inuit TV a commencé à émettre le 2 mai 2022, sur Shaw Direct.
Le CRTC a tenu une audience publique le 28 juin 2023 « visant à rendre obligatoire la distribution dans l'ensemble du Canada de leurs services facultatifs respectifs de langue inuktut actuellement exemptés, Uvagut TV et Inuit TV, au service numérique de base, ainsi qu'à obtenir des licences de radiodiffusion afin d’exploiter les services en tant que services autorisés. ».